# Pozzuoli dóm
A pozzuoli dóm az Olaszország Campania régiójában található Pozzuoli városának legjelentősebb temploma, a Pozzuoli egyházmegye székesegyháza.

## Története
Egy kis szirtfokon épült, ott, ahol egy Augustus császár tiszteletére épített templom is állt. Ezen a sziklaszirten az ókorban egy erődítmény állt (innen származik a mai megnevezése: Collina del Castello), amelyet Hannibal seregei is sikertelenül ostromoltak. A földmozgások következtében a szirtet körülvevő öböl elmocsarasodott, emiatt a vár sem nyújtott többé biztonságot a benne élőknek, így elnéptelenedett. Újabb bradiszeizmikus mozgások következtében a szirt ismét biztonságossá vált. Ekkor kezdték meg az ókori vár átépítését. Augustus templomát a 11. században alakították keresztény templommá, védőszentje Szent Proculus lett, aki 305-ben szenvedett vértanúságot a városban Szent Januáriusszal együtt (Nápoly védőszentje). A templomot a 17. században barokkosították.
A templom oldalsó homlokzatának egy részén még ma is láthatók az egykori Augustus-templom korinthoszi oszlopai és felettük a márványból készült architráv. Jól olvasható a felirat, mely tudatja, hogy a templomot egy gazdag polgár Lucius Calpurnius emelte. Egy másik felirat megörökíti az építész nevét is: Cocceius.
A templom belsejében 17. századi nápolyi barokk festők művei láthatók. A szentségkápolnával szemben, egy kis beugróban nyugszik Giovanni Battista Pergolesi, világhírű zeneszerző.